# تشارلز (لاعب كرة قدم)
تشارلز (بالإسبانية: Alfonso Troisi)‏ (21 يناير 1954 ببوينس آيرس في الأرجنتين - ) هو لاعب كرة قدم أرجنتيني في مركز الهجوم. لعب مع أولمبيك مارسيليا وتشاكاريتا جيونيورز ونادي إيركوليس ونادي قرطبة ونادي مونبلييه وديبورتيفو ألميريا.

## وصلات خارجية
- تشارلز على موقع قاعدة بيانات كرة القدم.إي يو (الإنجليزية)